# 纳尔逊·库恩
纳尔逊·库恩（英語：Nelson Kuhn，1937年7月7日—），加拿大男子赛艇运动员。他曾代表加拿大参加1960年夏季奥林匹克运动会赛艇比赛，获得男子八人单桨有舵手银牌。